# John Mendelson
John Jakob Mendelson (geboren als Jakob Mendelson Juli 1917  in Płock, Russisches Kaiserreich; gestorben 20. Mai 1978) war ein britischer Politiker polnischer Herkunft.

## Leben
Jakob Mendelson wurde 1917 im russischen Teil Polens geboren, der allerdings im Ersten Weltkrieg vom Deutschen Reich erobert worden war. Die Stadt Płock wurde 1918 Teil des wiedererrichteten Polens. Wo genau Mendelsons Familie in den Folgejahren wohnte, ist einstweilen nicht bekannt. Bevor er 1939 nach England emigrierte, hielt er sich in Zbąszyń an der polnisch-deutschen Grenze in einem Flüchtlingslager auf, das vom Polnischen Staat für die 1938 in der Polenaktion aus dem Deutschen Reich abgeschobenen Polen und Staatenlosen eingerichtet werden musste. 
John Mendelson studierte Ökonomie an der London School of Economics mit einem Abschluss als B. Sc. und arbeitete als Lehrbeauftragter an der Cambridge University. 1943 wurde er in eine Pioniereinheit der British Army eingezogen. Er war dann vornehmlich im Royal Army Educational Corps eingesetzt und als Angehöriger der Rhine Army im besetzten Deutschland in Göttingen stationiert.
Nach seiner Demobilisierung wurde Mendelson 1949 Tutor für Politische Wissenschaften in der Fakultät für Extra-mural Studies der University of Sheffield. Er war als Gewerkschafter Vizepräsident des „Sheffield Trades and Labour Council“. Im Juni 1959 gewann er als Kandidat der Labour Party die Nachwahlen im Wahlkreis Penistone und verteidigte den Parlamentssitz bei den folgenden Wahlen. Er war Mitglied im Haushaltsausschuss. Mendelson war außerdem von 1973 bis 1977 Mitglied der Labour-Delegation bei der Beratenden Versammlung des Europarats und von 1973 bis 1976 bei der Labour-Delegation zur Westeuropäischen Union.  
Mendelson gehörte zum linken Flügel von Labour und war Mitglied der Tribune Group. Er trat 1965 gegen die US-amerikanische Intervention in Vietnam auf. 

## Schriften
- (Mitautor): The Sheffield Trades and Labour Council, 1858 to 1958. Sheffield : Sheffield Trades and Labour Council, 1958